# Galianthe linearifolia
Galianthe linearifolia är en måreväxtart som beskrevs av Elsa Leonor Cabral. Galianthe linearifolia ingår i släktet Galianthe och familjen måreväxter. Inga underarter finns listade i Catalogue of Life.